# بيرني كيلي
بيرني كيلي (بالإنجليزية: Bernie Kelly)‏ (21 أكتوبر 1932 في المملكة المتحدة - 1 يناير 2004) هو لاعب كرة قدم بريطاني في مركز مهاجم داخلي. لعب مع ريث روفرز وليستر سيتي ونادي أبردين ونوتينغهام فورست ونادي كاودينبيث لكرة القدم ورابطة كرة القدم الاسكتلندية الحادية عشر ‏ وVale of Leithen F.C. ‏.

## وصلات خارجية
- بيرني كيلي على موقع قاعدة بيانات كرة القدم.إي يو (الإنجليزية)